# Эгамбердиев, Тургунпулат
Тургунпулат Эгамбердиев (род. 1931, Янгикурганский округ) — советский колхозник. Герой Социалистического Труда (1971).

## Биография
Родился в 1931 году в Янгикурганском округе (сейчас — Наманганская область) Узбекской ССР. По национальности узбек.
В 1940-х годах работал в местной хлопководческой бригаде. Позже возглавлял другую бригаду. За успехи в труде был награждён орденом Трудового Красного Знамени и четырьмя медалями ВДНХ СССР.
8 апреля 1971 года, за выдающиеся успехи в области сельского хозяйства, Тургунпулату Эгамбердиеву было присвоено звание Героя Социалистического Труда с вручением медали «Серп и Молот» и ордена Ленина.
Дальнейшая судьба неизвестна.